# 罗切斯特 (印第安纳州)
罗切斯特（Rochester）位于美国印第安纳州北部，是富尔顿县的县治。
根据2000年美国人口普查，共有6,414人，其中白人占96.24%。

## 歷史
羅切斯特於1835年成立。